# دزغ بايين (باقران)
دزغ بايين (بالفارسية: دزگ پایین) هي مستوطنة تقع في إيران في قسم باقران الريفي. يقدر عدد سكانها بـ 24 نسمة .